# Majakovskoje
Majakovskoje (Russisch: Маяковское, Duits: Nemmersdorf) is een plaats (posjolok) in het district Goesevski van de Russische oblast Kaliningrad. Het ligt ten zuidwesten van de stad Gumbinnen (Goesev), aan de oever van de rivier de Agrappa (Angerapp). Als Nemmersdorf maakte het tot 1945 deel uit van Oost-Pruisen. De Lutherse kerk uit de 16e eeuw is een van de bezienswaardigheden.
Onder de Duitse naam Nemmersdorf staat het plaatsje bekend als symbool van de oorlogsmisdaden van het Rode Leger jegens de Duitse bevolking in Oost-Europa.

## Geschiedenis

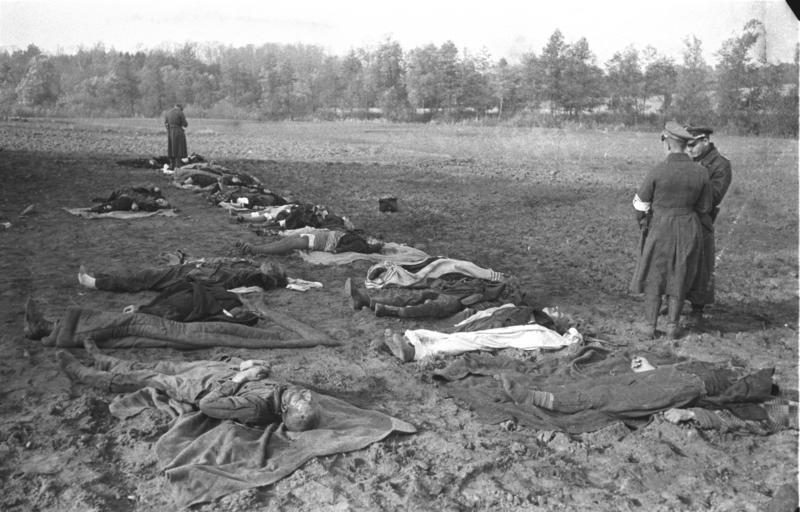
Slachtoffers in Nemmersdorf

Tot aan 1945 maakte Nemmersdorf deel uit van Oost-Pruisen. Als een van de eerste Duitse plaatsen werd het op 21 oktober 1944 ingenomen door het oprukkende Rode Leger, dat zich na enkele uren vergeefse strijd om de strategische brug over de Angerapp opnieuw terugtrok. Twee dagen later werd het dorp opnieuw bezet door troepen van de Wehrmacht. Spoedig daarna rapporteerden de Duitse autoriteiten dat vele burgers en zelfs Franse krijgsgevangen in Nemmersdorf door het Rode Leger waren omgebracht. Onder de slachtoffers waren meisjes en vrouwen, tussen de 8 en 84 jaar oud, die tevens verkracht waren. Ook bejaarde mannen, kinderen en baby's werden door de Sovjet-Unie niet gespaard.
De zaak werd door de nazi-propaganda breed uitgemeten, in de hoop om zo de vechtlust van de Duitse soldaten aan te wakkeren. Het bericht over dergelijke wandaden van de Sovjetmilitairen zou bij de volgende doorstoot van het Rode leger (in januari 1945) de vluchtelingencolonnes extra op gang laten komen vanuit Oost-Pruisen richting het westen van Duitsland (de 'Ostflucht' of vlucht vanuit het oosten (van Duitsland)).
Het noordoostelijke deel van Oost-Pruisen werd na afloop van de Tweede Wereldoorlog geannexeerd door de Sovjet-Unie. In 1946 werd Nemmersdorf door de Sovjets omgedoopt tot de huidige naam Majakovskoje. De achtergebleven Duitse bevolking van Oost-Pruisen is toen verdreven of gedeporteerd.
Na de val van de Berlijnse Muur begon de Oost-Duitse, uit Oost-Pruisen afkomstige historicus Bernhard Fisch aan een diepgaand onderzoek. In zijn in 1997 verschenen boek "Nemmersdorf, Oktober 1944. Was in Ostpreußen tatsächlich geschah" bracht hij aan het licht dat Nemmersdorf slechts een paar uur in handen van het Sovjet-leger was geweest, dat in het dorp zelf slechts 26 slachtoffers waren gevallen (waaronder 13 neergeschoten burgers toen ze weigerden een schuilkelder te verlaten) en dat veel gruweldaden op bevel van Goebbels in scène waren gezet. Merkwaardig was de vondst van Fisch dat de Duitse antitankstelling voor Nemmersdorf door Duitse soldaten zelf buiten werking was gesteld. In 2003 bevestigde een andere Duitse historicus, Gerd Ueberschär, deze versie maar herleidde het aantal slachtoffers tot 23.
Hiernaast vonden veel burgers de dood even buiten Nemmersdorf, bij de brug over de rivier de Angerapp, waar honderden vluchtelingen uit andere Oost-Pruisische dorpen (maar ook Franse en Belgische krijgsgevangenen die Pruisische raspaarden begeleidden) klem raakten tussen de onverwachts snel oprukkende Russische tanks en de Duitse verdedigers aan de overkant van de Angerapp.

## Lectuur
- Fisch, Bernhard, Nemmersdorf, Oktober 1944. Was in Ostpreußen tatsächlich geschah. Berlin: 1997. ISBN 3-932180-26-7.
- Gerd R. Ueberschaer, (Hrsg.): Orte des Grauens. 2003

Ardeatijnse-grotten · Babi Jar · Bleiburg · Bronnaja Gora · Butrimonys · Canicattì · Changjiao · Chatyn · Distomo · Glitiškės · Kamjanets-Podilsky · Katyn · Ležáky · Lidice · Maillé · Malmedy · Nanjing · Oradour-sur-Glane · Paneriai · Sochy · Trhová Kamenice · Tulle · Vinkt · Wereth